# Maigret und der Mann auf der Bank
Maigret und der Mann auf der Bank (französisch: Maigret et l’homme du banc) ist ein Kriminalroman des belgischen Schriftstellers Georges Simenon. Er ist der 41. Roman einer Reihe von insgesamt 75 Romanen und 28 Erzählungen um den Kriminalkommissar Maigret. Entstanden vom 11. bis 19. September 1952 in Lakeville, Connecticut, wurde der Roman im Januar des Folgejahres im Pariser Verlag Presses de la Cité veröffentlicht und gleichzeitig in 29 Folgen vom 31. Januar bis 3. März 1953 in der Tageszeitung Le Figaro abgedruckt. Die erste deutsche Übersetzung von Hansjürgen Wille und Barbara Klau publizierte 1954 Kiepenheuer & Witsch als ersten Band seiner neu gestarteten Maigret-Reihe. 1978 gab der Diogenes Verlag eine Neuübersetzung von Annerose Melter heraus.
Auf den Pariser Boulevards wird ein Mann aufgefunden, der durch einen Messerstich hinterrücks ermordet wurde. Für den Untersuchungsrichter Coméliau steht schnell fest: Es kann sich nur um einen uninteressanten Raubmord handeln. Doch das farblose, geregelte Leben des Opfers als kleiner Lagerverwalter und unterdrückter Ehemann scheint nicht zu seinem dandyhaften Äußeren zu passen. Kommissar Maigret findet heraus, dass der Tote ein Geheimnis verbarg. Statt zu arbeiten, verbrachte er seine Tage auf den Bänken der Pariser Innenstadt.

## Inhalt

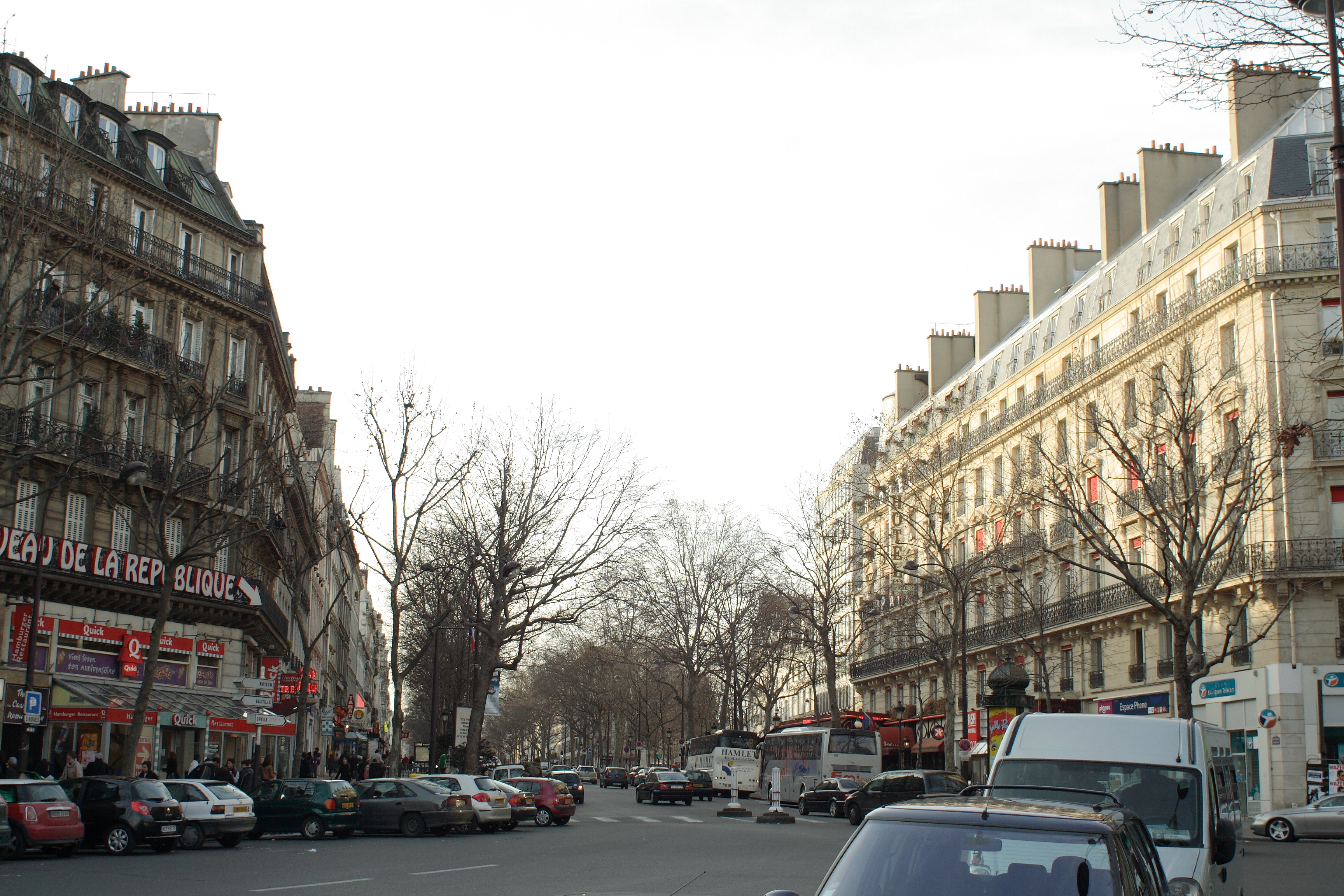
Blick von der Place de la République auf den Boulevard Saint-Martin

Es ist Montag, der 19. Oktober, der Geburtstag der Schwester Madame Maigrets, als in einer Seitengasse des Pariser Boulevard Saint-Martin ein Toter aufgefunden wird, dem noch die Tatwaffe, ein handelsübliches Messer, im Rücken steckt. Die Papiere des Ermordeten weisen ihn als Louis Thouret aus, Mitte 40, wohnhaft in Juvisy-sur-Orge und von Beruf Lagerverwalter bei der Pariser Handelsfirma Kaplan & Zanin. Doch obwohl das Unternehmen seine Geschäfte bereits vor drei Jahren eingestellt hatte, verließ Louis jeden Morgen seine Wohnung, angeblich um zur Arbeit zu gehen. Allerdings hätte ihm seine Frau Emilie niemals erlaubt, eine solch auffällige Krawatte wie die des Toten oder dessen dandyhaften gelben Schuhe, Farbton „Entenkacke“, zu tragen.
Maigret kommt schon bald einem Doppelleben des Toten auf die Spur. Nachdem ihm seine Frau ein Leben lang vorhielt, nicht mit den erfolgreichen Männern ihrer beiden Schwestern mithalten zu können, verschwieg er ihr seine Kündigung. Mit geliehenem Geld gaukelte er seiner Familie vor, weiterhin Gehalt zu beziehen, bis er plötzlich tatsächlich zu Wohlstand gekommen zu sein schien, obwohl er seine Tage tatenlos auf den Bänken der Grands Boulevards verbrachte. In Paris hatte er sich ein möbliertes Zimmer bei Mariette Gibon genommen, einer ehemaligen Prostituierten, die überwiegend Frauen aus dem Milieu beherbergte. Hier verbarg er die elegante Kleidung, die er tagsüber trug, vor seiner Frau, und hier traf er seine Geliebte Antoinette Machère, eine Polizistenwitwe und Packerin aus seiner früheren Firma.

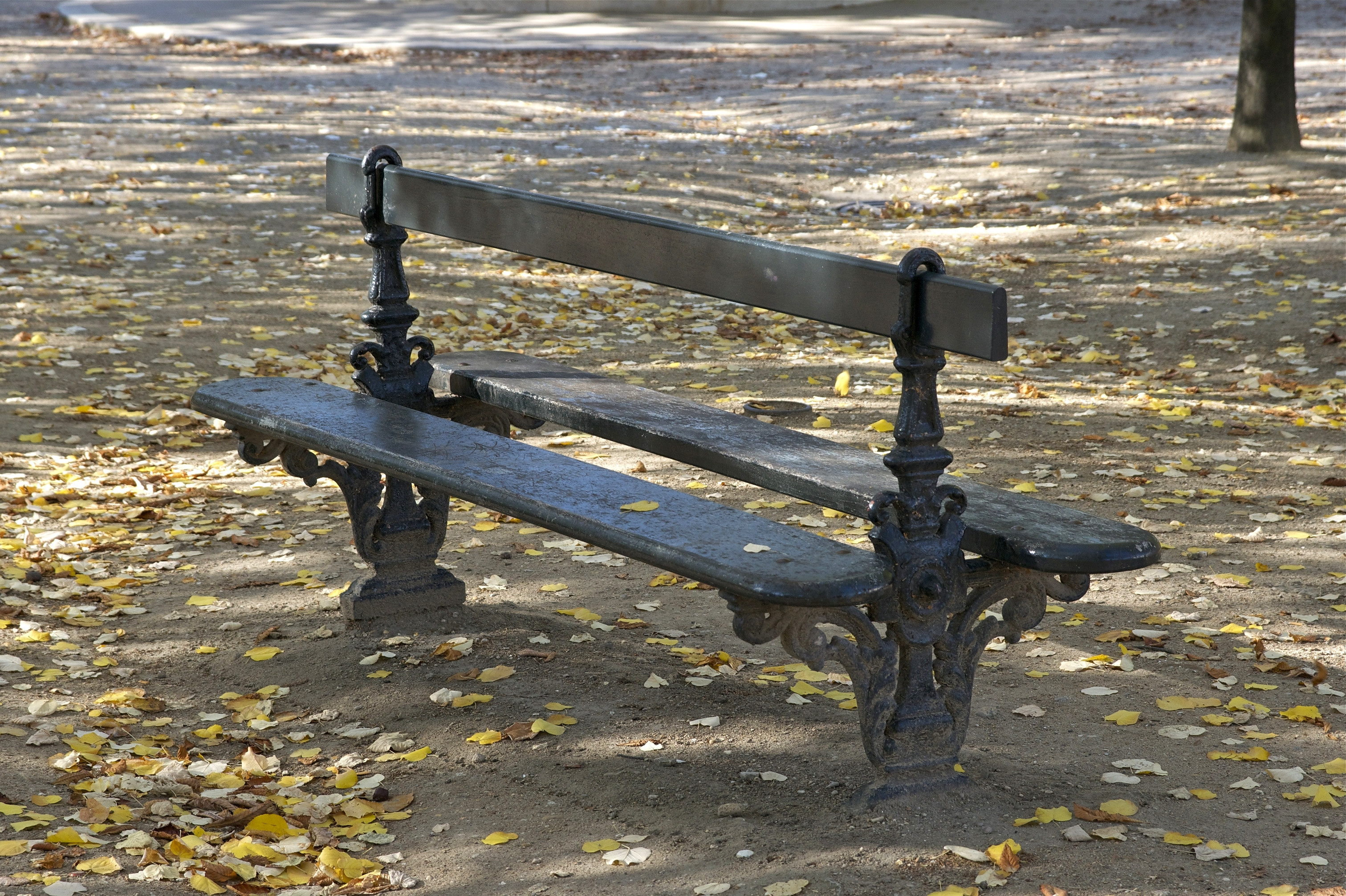
Bank im Jardin du Luxembourg

Im Unterschied zu seiner Frau kam Thourets Tochter Monique ihrem Vater schon bald auf die Schliche und erpresste ihn gemeinsam mit ihrem jungen Freund Albert Jorisse, der seit Thourets Tod verschwunden ist. Dafür treibt die Polizei Jef Schramek alias „Fred der Clown“ auf, einen Kleinkriminellen, der ebenfalls in den Pariser Straßen herumlungert und gemeinsam mit dem Ermordeten gesehen wurde. Es stellt sich heraus, dass beide für eine Serie von Diebstählen auf den Grands Boulevards verantwortlich sind. Thouret beobachtete von einer Bank aus die ansässigen Läden, bis er die Schwachpunkte im Tagesablauf der Angestellten ausgemacht hatte. Anschließend ließ sich Schramek in der Mittagspause in den Läden einschließen und entwendete die Kasse. Während der „Clown“ seinen Anteil schnell bei Pferdewetten verspielte, versteckte Thouret seinen Teil der Beute auf dem Schrank seines Pariser Unterschlupfes. Die Geldkassette ist allerdings verschwunden.
Schließlich wird Jorisse aufgegriffen, doch er erweist sich als naiver Bursche voller hochfliegender Pläne, den Maigret nur am Anfang als „Gauner“, später dagegen bloß noch als „Idioten“ bezeichnet. Jorisse hatte sich von Monique für die Erpressungen einspannen lassen, im Glauben seine Freundin erwarte ein Kind und benötige das Geld, um sich mit ihm nach Südamerika abzusetzen, wo sie ohne Einwilligung der Eltern heiraten könnten. Erst eine Gegenüberstellung mit Monique, die niemals schwanger war und ohne finanziellen Anreiz alles Interesse an ihrem Gefährten verloren hat, beraubt ihn seiner Illusionen. Der Mörder war hingegen ein ganz anderer: Marco, der junge Geliebte der Wirtin Mariette Gibon, hatte deren Untermieter umgebracht, um zu verhindern, dass der Raub von Thourets Geld durch das Diebespärchen aufflog.

## Interpretation
Im Mittelpunkt des Romans steht für Murielle Wenger der „Mann auf der Bank“, eine für Simenon typische „arme Seele“, die aus der Gewöhnlichkeit ihres Daseins heraus Sehnsüchte nach einem anderen, besseren Leben entwickelt, die sie zwar zum Teil realisieren kann, allerdings nur für begrenzte Zeit. Dass Maigret von dem originellen Leben überhaupt erfährt, setzt wegen seiner Position als Kriminalkommissar der Mordkommission Thourets gewaltsames Ableben voraus. Ein solcher „sanfter Pantoffelheld mittleren Alters“ ist typisch für viele Werke Simenons. Allerdings lässt die Kompensation des Arbeitsplatzverlustes durch eine geniale Methode, Kaufhäuser auszurauben, Thouret eher als eine „exzentrischere Version“ des Simenonschen Typus erscheinen. Wenger verweist auf eine ganz ähnliche Handlung in der Maigret-Erzählung Man tötet arme Leute nicht, wo das Opfer ebenfalls einer unglücklichen Ehe durch ein Doppelleben entflieht, das seinen Ausdruck nicht zuletzt in besonderer Kleidung findet. Auch einer der frühen Romane der Serie Maigret und der verstorbene Monsieur Gallet zeigt eine Familienkonstellation, in der der Protagonist unter seiner Ehefrau leidet und vom eigenen Nachwuchs erpresst wird.
Um dem Verbrechen auf die Spur zu kommen, muss sich Kommissar Maigret in das Opfer einfühlen, was im Roman so weit führt, dass er beginnt, Thourets Verhaltensweisen, seine Gestik und Mimik zu imitieren, bis Madame Maigret ihn beim abendlichen Kinobesuch kaum mehr als ihren Gatten wiederzuerkennen vermag. Eine solch intensive Einfühlung findet sich in zahlreichen Romanen der Maigret-Reihe wieder, so etwa in Maigret und das Dienstmädchen, Maigret und die Tänzerin und Maigret und die junge Tote. Die Verbundenheit zwischen Kommissar und Opfer wird auch durch dessen gelbe Schuhe symbolisiert, die in Maigret längst vergessene Sehnsüchte aus den Tagen wachrufen, als er frisch verheiratet eine Gehaltserhöhung in ebensolchen Schuhen anlegen wollte, was nicht das Einverständnis Madame Maigrets fand. Für Thouret sind die gelben Schuhe ein Zeichen von Freiheit, Wohlstand und einem neuen Leben und nehmen fast die Dimension eines Fetischs an. Ein zweites Dingsymbol des Romans ist die öffentliche Bank. Sie markiert anfänglich den sozialen Status des Helden als verarmter Außenseiter, der nicht mehr zur bürgerlichen Gesellschaft gehört. Doch sie macht aus Thouret auch einen modernen Flaneur und verschafft ihm die Muße, die Gesellschaft von außen zu beobachten. Auf der Bank entwickelt Thouret einen neuen, geschärften Blick auf das Treiben in den Geschäften, sie wird für ihn zum Portal zu Wohlstand und Freiheit. Ein drittes Zeichen von besonderer Bedeutung ist schließlich der Pariser Regen, der den Grundton und die Atmosphäre des Romans festlegt und einzelne Szenen wie die Beerdigung des Mordopfers bestimmt. Es ist nicht zufällig ein Geschäft für Regenmäntel gegenüber seiner Stammbank, das Thourets kriminelle Karriere einleitet.
Stanley G. Eskin verweist auf den autobiografischen Hintergrund von Maigret und der Mann auf der Bank. So habe Simenon die spießige Kleinbürgerlichkeit, die er stets seiner Mutter vorwarf, auf die Figur der Madame Thouret übertragen, und sogar das Motiv des Kanarienvogels, der nicht singt, weil man sich statt eines Männchens ein Weibchen hat andrehen lassen, geht zurück auf ein Kindheitserlebnis von Simenons Mutter. Für Tilman Spreckelsen bilden Juvisy-sur-Orge und Paris die Pole der Handlung zwischen dem familiären Gefängnis des Helden und seinem Traum von Freiheit. In der Verbindung zwischen Vor- und Hauptstadt fühlt er sich an ein Bild von Paul Almásy erinnert: Nächtlicher Straßenverkehr zwischen Paris und Juvisy, das jenes Band zwischen den Städten durch die Verkehrslichter in einer geöffneten Fotoblende darstellt.

## Rezeption

Rupert Davies in der Verfilmung Murder on Monday (1962)

Die Stärke des Romans Maigret und der Mann auf der Bank liegt für Murielle Wenger in der Mixtur einer eher traurigen, grauen Grundstimmung mit diversen leichten, komischen Elementen, zu denen etwa Simenons korsischer Assistent Santoni und der Kleinkriminelle Schrameck gehören. Eine Schar gut gezeichneter Figuren ranke sich um die Zentralfigur, den Mann auf der Bank. Traurig und lächerlich zugleich findet Tilman Spreckelsen dessen Schicksal, das ein „Hauch von Entenkacke“ umweht.
Oliver Hahn von maigret.de urteilte: „Eine packende Erzählung, die man in einem Zug durchliest.“ Kirkus Reviews verglich mit einem Präzisionsinstrument: „Guter Simenon – wie eine Pulsar-Uhr, leicht zu lesen und weicht in den vier Monaten zwischen den Erscheinungsterminen keine Sekunde ab.“ Die Stuttgarter Nachrichten zogen das Fazit: „Ein Großstadtroman? Vielleicht. Ein Detektivroman? Ja. Von Simenon. Also mehr als das.“
Die Romanvorlage wurde insgesamt fünfmal verfilmt. Die erste Umsetzung war die Folge Murder on Monday in der britischen Fernsehserie Maigret mit Rupert Davies aus dem Jahr 1962. Weitere Fernsehfolgen entstanden in den Serien Les Enquêtes du commissaire Maigret mit Jean Richard (Frankreich, 1973), Boris Tenin (Sowjetunion, 1973), Kinya Aikawa (Japan, 1978) und Maigret mit Bruno Cremer (Frankreich, 1993). Im Jahr 1955 produzierte der Bayerische Rundfunk die von Peter Glas bearbeitete Hörspielfassung Die gelben Schuhe des Herrn Berthier. Es sprachen unter anderem  Fritz Straßner, Charlotte Scheyer-Herold, Eva-Ingeborg Scholz, Hans Clarin, Elisabeth Goebel, Theodolinde Müller, Kurt Meisel und Otto Wernicke als namenloser Kommissar.

## Ausgaben
- Georges Simenon: Maigret et l’homme du banc. Presses de la Cité, Paris 1953 (Erstausgabe).
- Georges Simenon: Maigret und der Mann auf der Bank. Übersetzung Hansjürgen Wille, Barbara Klau. Kiepenheuer & Witsch, Köln 1954.
- Georges Simenon: Maigret und der Mann auf der Bank. Übersetzung Hansjürgen Wille, Barbara Klau. Heyne, München 1968.
- Georges Simenon: Maigret und der Mann auf der Bank. Übersetzung Annerose Melter. Diogenes, Zürich 1978, ISBN 3-257-20504-X.
- Georges Simenon: Maigret und der Mann auf der Bank. (= Sämtliche Maigret-Romane in 75 Bänden. Band 42). Übersetzung Annerose Melter. Diogenes, Zürich 2009, ISBN 978-3-257-23841-9.